# فرنسيسكو رودريغيز (لاعب كرة قاعدة)
فرنسيسكو رودريغيز (بالإنجليزية: Francisco Rodríguez) (و. 1982  م) هو لاعب كرة قاعدة، من الولايات المتحدة، ولد في كاراكاس، يلعب كمرسل الكرة ‏، ورامٍ مساعد ‏.

## روابط خارجية
- فرنسيسكو رودريغيز على موقع دوري كرة القاعدة الرئيسي (الإنجليزية)
- فرنسيسكو رودريغيز على موقعبيزبول رفرنس.كوم (الدوري الرئيسي) (الإنجليزية)
- فرنسيسكو رودريغيز على موقعبيزبول رفرنس.كوم (الدوري الثانوي) (الإنجليزية)
- فرنسيسكو رودريغيز على موقع إي إس بي إن.كوم (أم.أل.بي) (الإنجليزية)
- فرنسيسكو رودريغيز على موقع مشجعي الرسوم البيانية (الإنجليزية)